# Nalanda (distrikt)
Nālanda är ett distrikt i Indien.   Det ligger i delstaten Bihar, i den nordöstra delen av landet, 900 km öster om huvudstaden New Delhi. Antalet invånare är 2 877 653. Arean är 2 354 kvadratkilometer. Nālanda gränsar till Patna och Sheikhpura.
Terrängen i Nālanda är platt.
Följande samhällen finns i Nālanda:
- Bihār Sharīf
- Harnaut
- Sarmera
- Hilsa
- Rājgīr
- Islāmpur
- Silao